# Кубок Чили по футболу 1989 Инвьерно
Кубок Чили по футболу 1989 (исп. XIX Copa Chile «Coca-Cola DIGEDER» 1989) — 19-й розыгрыш Кубка Чили по футболу.

## Групповой раунд
| Депортес Икике     | 1:0 | Кобресаль      |
| Депортес Ла-Серена | 1:0 | Кобрелоа       |
| Кобрелоа           | 3:2 | Депортес Икике |
| Депортес Ла-Серена | 1:0 | Кобресаль      |
| Кобрелоа           | 3:1 | Кобресаль      |
| Депортес Ла-Серена | 1:0 | Депортес Икике |
| ------------------ | --- | -------------- |

| Место | Команда            | Очки |
| 1     | Депортес Ла-Серена | 6    |
| 2     | Кобрелоа           | 4    |
| 3     | Депортес Икике     | 2    |
| 4     | Кобресаль          | 0    |

### Группа 2
| Эвертон         | 1:0 | Унион Сан-Фелипе |
| Коло-Коло       | 1:3 | Унион Эспаньола  |
| Коло-Коло       | 4:1 | Унион Сан-Фелипе |
| Эвертон         | 2:2 | Унион Эспаньола  |
| Эвертон         | 2:0 | Коло-Коло        |
| Унион Эспаньола | 0:1 | Унион Сан-Фелипе |
| --------------- | --- | ---------------- |

| Место | Команда          | Очки |
| 1     | Эвертон          | 5    |
| 2     | Унион Эспаньола  | 4    |
| 3     | Коло-Коло        | 2    |
| 4     | Унион Сан-Фелипе | 2    |

### Группа 3
| Универсидад Католика | 6:1 | D. Valdivia          |
| О’Хиггинс            | 0:2 | Рейнджерс Талька     |
| О’Хиггинс            | 5:2 | D. Valdivia          |
| Рейнджерс Талька     | 1:2 | Универсидад Католика |
| Рейнджерс Талька     | 1:1 | D. Valdivia          |
| Универсидад Католика | 3:0 | О’Хиггинс            |
| -------------------- | --- | -------------------- |

| Место | Команда              | Очки |
| 1     | Универсидад Католика | 6    |
| 2     | Рейнджерс Талька     | 3    |
| 3     | О’Хиггинс            | 2    |
| 4     | Депортес Вальдивия   | 1    |

### Группа 4
| Уачипато             | 2:2 | Депортес Консепсьон  |
| Наваль де Талькауано | 1:1 | Фернандес Виаль      |
| Уачипато             | 4:1 | Фернандес Виаль      |
| Наваль де Талькауано | 2:0 | Депортес Консепсьон  |
| Депортес Консепсьон  | 1:0 | Фернандес Виаль      |
| Уачипато             | 1:1 | Наваль де Талькауано |
| -------------------- | --- | -------------------- |

| Место | Команда                | Очки   |
| 1     | Уачипато               | 4 (+3) |
| 2     | Наваль де Талькауано   | 4 (+2) |
| 3     | Депортес Консепсьон    | 3      |
| 4     | Артуро Фернандес Виаль | 1      |

## 1/4 финала
| Хозяева              | score | Гости                |
| -------------------- | ----- | -------------------- |
| Депортес Ла-Серена   | 1:3   | Унион Эспаньола      |
| Универсидад Католика | 2:0   | Наваль де Талькауано |
| Эвертон              | 2:0   | Кобрелоа             |
| Уачипато             | 1:0   | Рейнджерс Талька     |

### 1/2 финала
| Эвертон     | 1:2 | Уачипато         |
| ----------- | --- | ---------------- |
| Дамиано 86′ |     | Матурана 35′ 62′ |

| Универсидад Католика                         | 3:4 | Унион Эспаньола                              |
| -------------------------------------------- | --- | -------------------------------------------- |
| Л. Перес 50′ (пен.) 85′ (пен.) · Баррера 67′ |     | Кордова 39′ · Гутьеррес 52′ 65′ · Сьерра 58′ |

### Финал
| Унион Эспаньола            | 2:0 | Уачипато |
| -------------------------- | --- | -------- |
| Сьерра 56′ · Гутьеррес 84′ |     |          |